# Arkils tingstad
Arkils tingstad («lugar de la asamblea de Arkil») son los yacimientos de una thing o asamblea de una centena durante la época vikinga. Localizados en Uppland, Suecia, a las afueras de Estocolmo. Consiste en una formación rectangular de rocas y dos piedras rúnicas.
Las piedras rúnicas y el lugar de asamblea fueron realizados por el clan Skålhamra que también hizo las dos piedras rúnicas de Risbyle situadas próximas al lago Vallentunasjön. Esto hace suponer que poseían tierras a ambos lados del lago. Además realizaron la inscripción de la piedra rúnica U 100 en un camino del bosque.
Los historiadores no se ponen de acuerdo en cual era la función de los lugares de asamblea de la época vikinga. Unos creen que servía para que la gente de las inmediaciones se reunieran para debatir y llegar a acuerdos o buscaran justicia. Otros creen que simplemente era un lugar para que los jefes tribales reunieran a sus subordinados para comunicarles lo que habían decidido o donde los interrogaban y castigaban.
Antes de la cristianización de Escandinavia los jefes tribales y los nobles realizaban sacrificios paganos. Cuando llegó el cristianismo los ritos cristianos, y en especial el bautismo, se convirtieron en acontecimientos centrales para la comunidad. Es posible que el clan de Skålhamra construyera el lugar de asamblea junto a un lago para poder ser bautizados allí por los sacerdotes de Sigtuna. Las inscripciones de las piedras rúnicas sugieren que la localización no era continuación de una tradición procedente del paganismo nórdico.
Los estilos decorativos de las inscripciones indican que el lugar se creó en la década de 1010, lo que hace a estas piedras unas décadas más antiguas que la piedra rúnica de Jarlabanke U 212 que menciona la creación de otro lugar de asamblea.

## Las estelas rúnicas

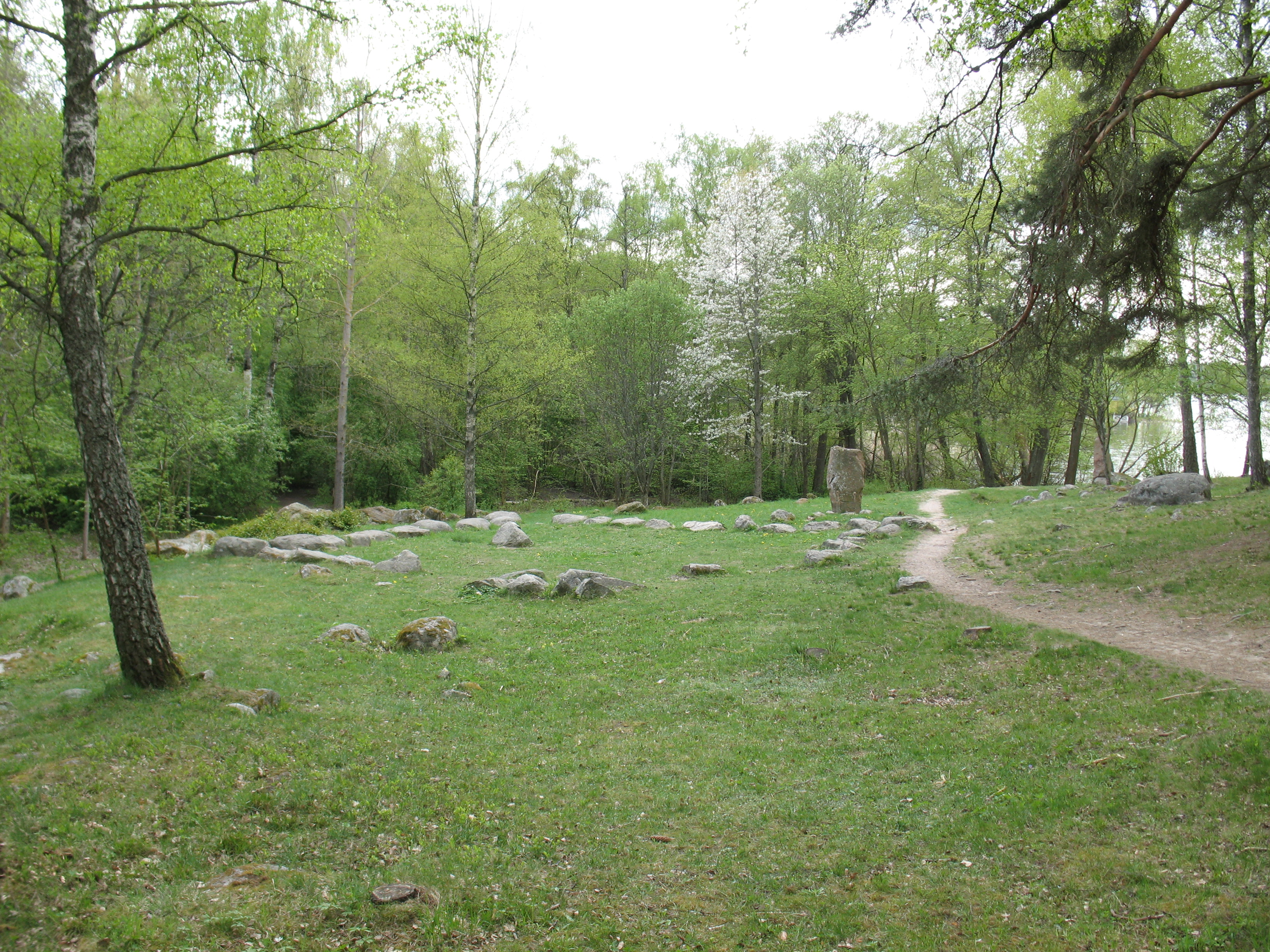
El lugar de asamblea. A la derecha de la formación se pueden ver las piedras rúnicas y detrás hay un lago.

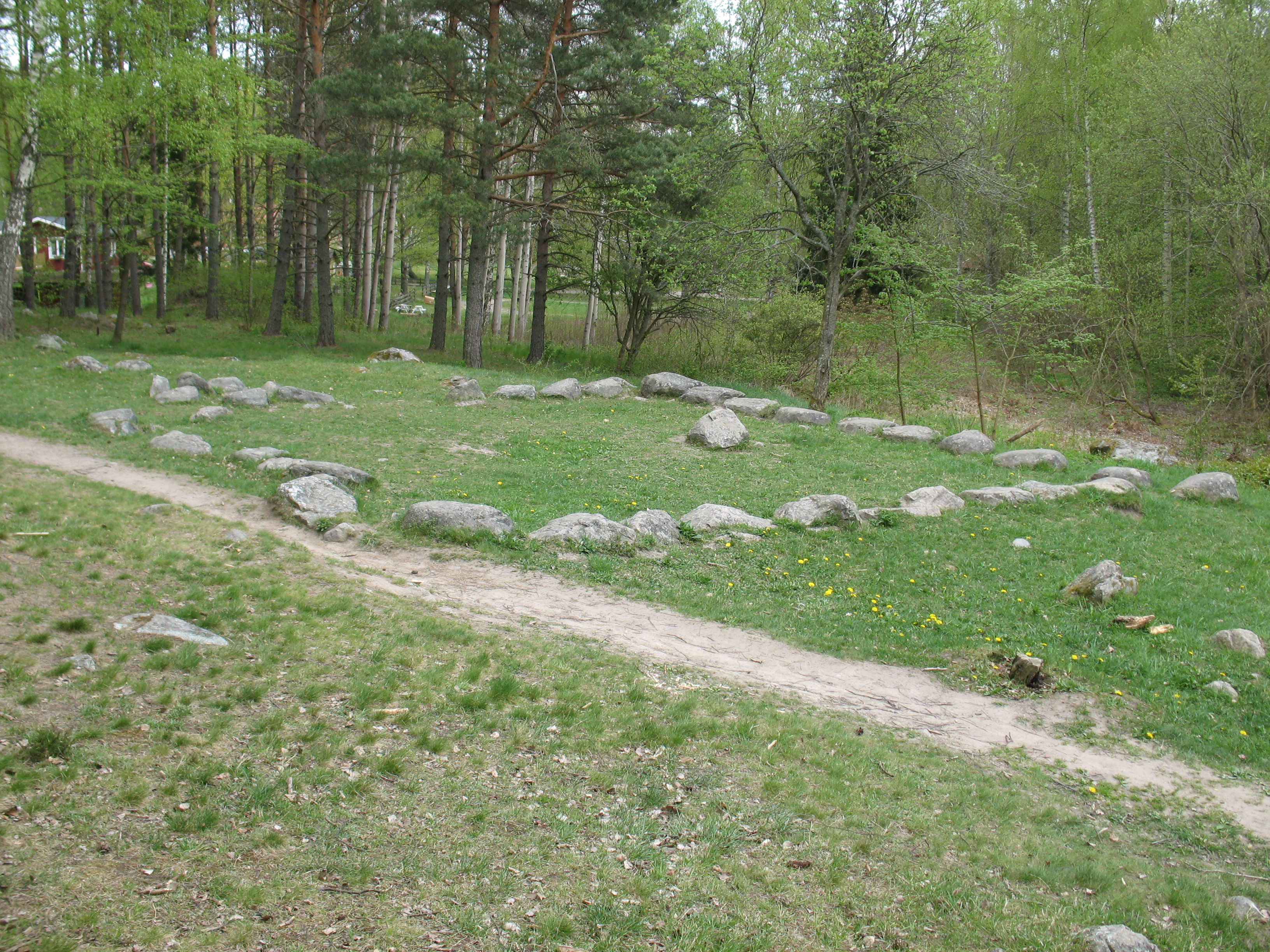
La formación de piedras.

A continuación se describen las dos estelas rúnicas, catalogadas según la información almacenada por el proyecto Rundata donde se les asigna un código relativo a su localización, en este caso la U correspondiente a Uppland. Las transcripciones de las inscripciones rúnicas del nórdico antiguo se realizan según el estándar de los dialectos sueco y danés para facilitar la comparación entre todas las inscripciones, mientras que la traducción al español proviene de la traducción al inglés que se proporciona en Rundata en la que aparecen los nombres escritos en el estándar correspondiente a los dialectos islandés y noruego del nórdico antiguo.

### U 225

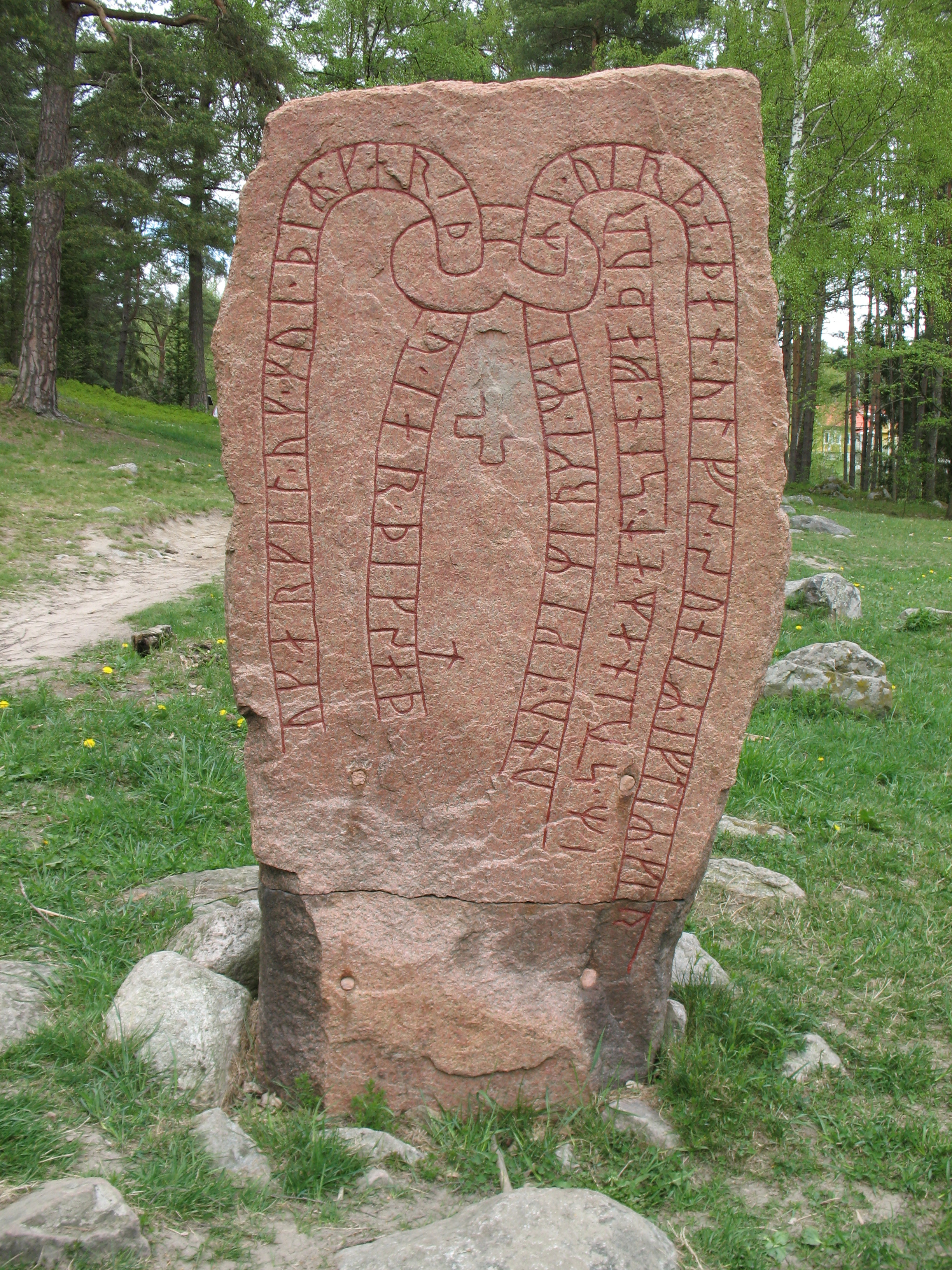
U 225.

Esta piedra rúnica fue grabada por un maestro grabador llamado Gunnar y su estilo decorativo se incluye dentro del RAK. En este estilo se catalogan las inscripciones rúnicas realizadas dentro de bandas rectas y que no se rematan con cabezas de serpiente o dragón.
Transliteración latina
... uk * arkil * uk * kui * þiR * kariþu * iar * þikstaþ ... ...unu * iki mirki * maiRi * uirþa * þan * ulfs * suniR * iftiR * kir... ...iR * suinaR * at * sin * faþur
Transcripción al nórdico antiguo
[Ulfkell](?) ok Arnkell ok Gyi þæiR gærðu hiar þingstað ... [M]unu æigi mærki mæiRi verða, þan Ulfs syniR æftiR gær[ðu], [sniall]iR svæinaR, at sinn faður.
Traducción al español
Ulfkell(?) y Arnkell y Gýi, hicieron el lugar de asamblea aquí ... Ningún monumento será más (grande), que (el que) los hijos de Ulfr hicieron en (su) memoria, muchachos capaces en memoria de su padre.

### U 226

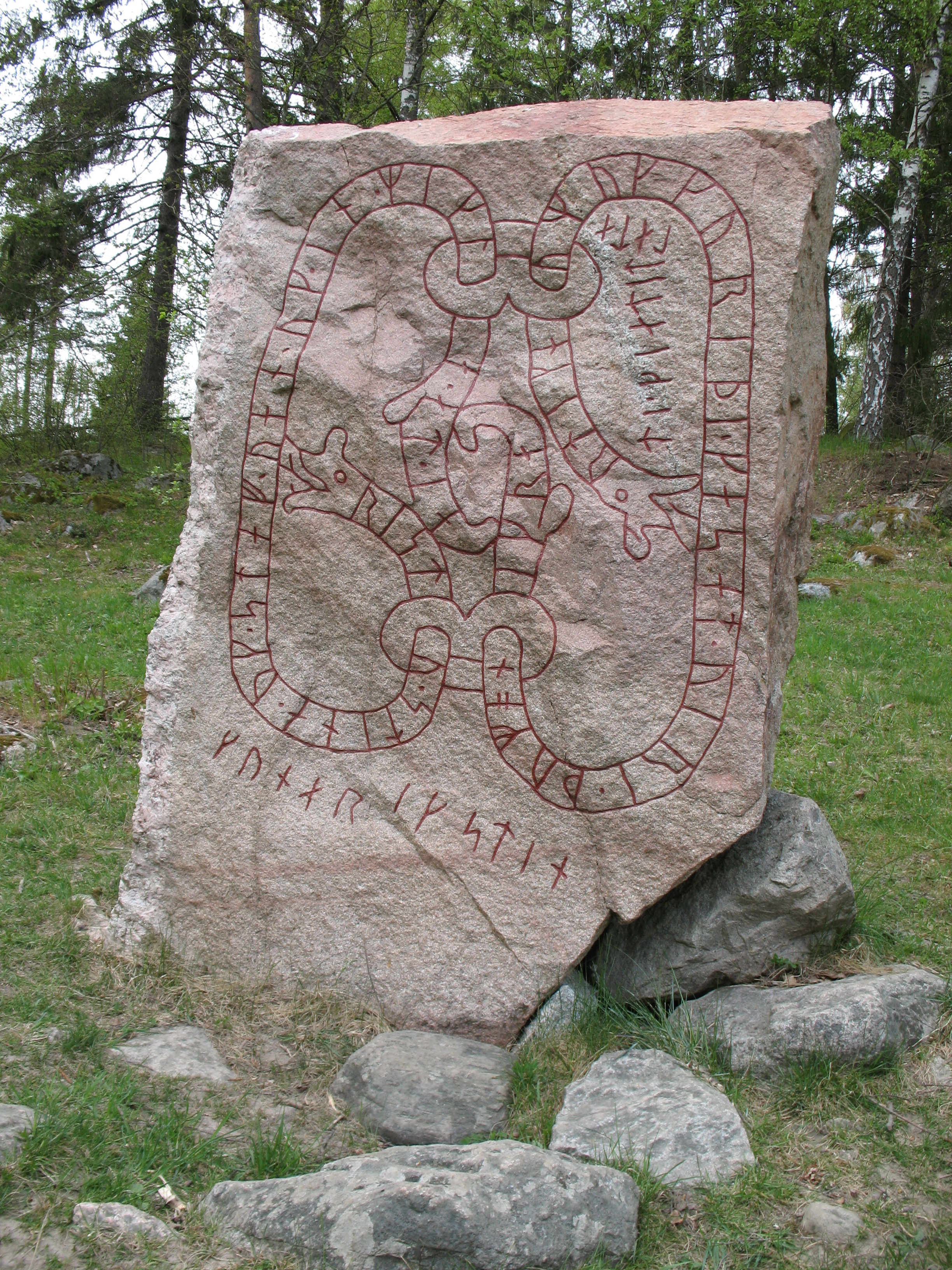
U 226.

Esta piedra también fue realizada por Gunnar aunque a diferencia de la anterior su estilo decorativo se incluye en el Pr1, que es la aplicación del estilo Ringerike a las piedras. Se caracteriza por tener bandas rúnicas que terminan en cabezas de serpientes u otros animales, representadas de perfil.
Transliteración latina
ristu * stina * uk * staf * uan * uk * in * mikla * at * iartiknum uk kuriþi * kas at * uiri * þu mon i krati * kiatit lata kunar ik stin
Transcripción al nórdico antiguo
Ræistu stæina ok staf unnu(?) ok inn mikla at iarteknum. Ok Gyriði gats at veri. Þy man i grati getit lata. Gunnarr hiogg stæin.
Traducción al español
Erigieron las piedras y realizaron la reunión(?) y los grandes signos (de aclamación); además Gyríðr quería a su marido: por ello será conmemorado con llanto. Gunnarr cortó la piedra.